# Finanzmarkttheorie
Unter dem Sammelbegriff Finanzmarkttheorie werden mehrere Modelle zusammengefasst, welche die Funktionsweise von Finanzmärkten untersuchen und erklären.

## Allgemeines
Zu den Finanzmärkten gehören der Geld-, Devisen-, Kredit- und Kapitalmarkt (letzterer mit den Börsen). Mit der Untersuchung dieser Teilmärkte des Finanzmarkts haben sich ebenfalls Theorien befasst wie unter anderem die Kapitalmarkt- und die Kreditmarkttheorie. Finanzmarkttheorien untersuchen nicht nur diese Teilmärkte, sondern auch deren Marktteilnehmer, die Marktentwicklung und das Marktverhalten. Sie setzen voraus, dass der Anleger – als einer der wichtigsten Marktteilnehmer neben den Finanzintermediären – unter bestimmten Umständen auch eine große Informationsmenge oder Marktdaten aufnehmen, verarbeiten und richtig einordnen kann und hierauf aufbauend den Nutzen der verschiedenen Finanzprodukte berechnen oder zumindest annähernd bestimmen kann.
Als Ausgangspunkt für die moderne Finanzmarkttheorie gilt die Dissertation „Théorie de la Spéculation“ vom Mathematiker Louis Bachelier aus dem Jahre 1900. Er sah das Geschehen an den Finanzmärkten als funktionaler, mehr oder weniger deterministischer (berechenbarer) Ursache-Wirkungs-Zusammenhang und als probabilistischen Zugang zu Aktienkursbewegungen.

## Einteilung
Den traditionellen Finanzmarkttheorien wird die evolutionäre Finanzmarkttheorie gegenübergestellt. Zu ersteren gehören unter anderem Behavioral Finance, Brownsche Bewegung, Capital Asset Pricing Model, Markteffizienzhypothese, Marktmodell, Optionspreistheorie, Portfoliotheorie, Prinzipal-Agent-Theorie, Random-Walk-Theorie oder die Zinsparitätentheorie. Sie alle gehen vom Homo oeconomicus aus, einem Marktteilnehmer mit absoluter Rationalität bei der Verfolgung seines Ziels der Gewinn- oder Nutzenmaximierung unter Beachtung der Präferenzrelation. Das betrifft insbesondere den vollkommenen Kapitalmarkt.  
Die Finanzmarkttheorie subsumiert als „Finanzmarkttheorie des Wechselkurses“ auch Theorien, welche die Wechselkursentwicklungen auf der Grundlage internationaler Kapitalströme untersuchen. Sie befasst sich mit den Einflussgrößen des Wechselkurses wie Zinsen, Risikoneigungen und Wechselkurserwartungen. Neuere Entwicklungen der Finanzmarkttheorie befassen sich unter anderem mit der Mikrostruktur auf Finanzmärkten. Hier werden die Verhaltensweisen der Marktteilnehmer an Börsen untersucht, um einerseits die Preisbildung an Börsen besser zu verstehen und andererseits den Einfluss der Börsenorganisation auf das Marktverhalten zu erforschen.
Die evolutionäre Finanzmarkttheorie (englisch evolutionary finance) versucht, die Gegensätze zwischen den traditionellen Finanzmarkttheorien und den psychologischen Faktoren der Behavioral Finance durch eine evolutionäre Sichtweise zu überbrücken. Hauptanliegen der verhaltensorientierten Finanzmarkttheorie ist es, Widersprüche zu der Annahme des Homo oeconomicus aufzudecken und unter Zuhilfenahme von Erkenntnissen aus anderen Forschungsgebieten irrationales Verhalten von Anlegern an den Finanzmärkten (Herdenverhalten) zu beweisen und zu erklären. Zur evolutionären Finanzmarkttheorie gehören unter anderem Framing-Effekt, Noise und Noise Trading oder die Prospect Theory.

## Ziele
Insgesamt zielen die verschiedenen Finanzmarkttheorien darauf ab, die Marktteilnehmer als Entscheidungsträger bei deren Kauf-, Halte- oder Verkaufsentscheidungen zu unterstützen, damit diese ihr Finanz-, Kurs- oder Marktrisiko richtig einschätzen können. Entsprechendes Marktverhalten aller Marktteilnehmer sorgt entweder für Marktgleichgewicht oder für Marktstörungen.   